# رائد العطار
رائد صبحي العطار (أبو أيمن) (1974 – 21 أغسطس 2014) عسكري فلسطيني وعضو المجلس العسكري الأعلى لكتائب الشهيد عز الدين القسام -الجناح العسكري لحركة المقاومة الإسلامية (حماس)-والقائد العسكري للواء رفح حتى اغتياله فجر الخميس 21 أغسطس 2014، كان من أبرز المطلوبين للتصفية لدى جيش الإحتلال الإسرائيلي، ولد عام 1974 في مخيم في مدينة رفح، وهو متزوج وأب لولدين، وكانت إسرائيل تصفه برأس الأفعى وذلك لترأسه وحدة الكوماندوز القسامية كما تزعم ووقوفه خلف تهريب الأسلحة وخطف الجندي الإسرائيلي شاليط واحتجازه. درس التاريخ المعاصر ولكنه لم يكمل دراسته الجامعية بسبب ملاحقته من قبل السلطة الفلسطينية والأحتلال الأسرائيلي.

## في سجن السلطة الفلسطينية (حركة فتح)
في أبريل 1995، حكم عليه في محاكمة سريعة من قبل محكمة تابعة للسلطة الفلسطينية (التابعة لحركة فتح) لمدة سنتين بتهمة التدريب على أسلحة غير مشروعة.

## السلطة الفلسطينية تحكم عليه بالإعدام
في مطلع فبراير 1999 قُتِل نقيب في السلطة الفلسطينية يدعى «رفعت جودة» برفح أثناء مطاردته لثلاثة أعضاء من حركة حماس من بينهم العطار، وفي 10 مارس 1999م أصدرت محكمة أمن الدولة التابعة للسلطة الفلسطينية حكم الإعدام على العطار، فحدثت احتجاجات شعبية على الحكم قتل على إثرها شابين، وبعد حالة الاحتجاج اجتمع ياسر عرفات مع قيادات في المجتمع المدني في رفح وطلب منهم استعادة الهدوء، وطلب إعادة النظر في حكم الإعدام.

## جهاده ضد الاحتلال الإسرائيلي
- كان واحدا من الذين شاركوا في العمليات الجهادية وملاحقة العملاء في الانتفاضة الأولى، ثم في تطوير بنية الجهاز العسكري لحماس، وبقيادته لواء رفح في كتائب القسام صار عضوا في مجلسها العسكري العام.
- تولى قيادة لواء رفح فـ«شهد تحت إمرته الجولات والصولات مع الاحتلال، وعلى رأسها حرب الأنفاق، وعملية الوهم المتبدد، وغيرها من العمليات البطولية الكبرى، وكان له دوره الكبير في معارك الفرقان، وحجارة السجيل، والعصف المأكول»، وفقا لما جاء في بيان نعيه الذي أصدرته الكتائب.
- قاد عمليات بطولية مشهودة، من أبرزها عملية «الوهم المتبدد» التي تمت سنة 2006 وقُتِل فيها جنديان إسرائيليان وجرح خمسة، وأُسِر الجندي جلعاد شاليط.
- اعتبرته قوات الاحتلال الوريث الفعلي لرئيس أركان كتائب القسام أحمد الجعبري الذي اغتالته بغارة في عدوانها على غزة سنة 2012، ووصفته بأنه «صائد الجنود» الذي جعل هدف حياته خطف الجنود من أجل تحرير الأسرى الفلسطينيين.
- ظل على مدار سنوات طويلة من أبرز المطلوبين للتصفية لدى جيش الاحتلال الصهيوني الذي حاول اغتياله أكثر من مرة، فدمرت قوات الاحتلال منزله بمخيم يبنا بصاروخ من طائرة «أف 16» خلال العدوان على غزة سنة 2012.
- حين استشهد القائد أحمد الجعبري كان العطار مستهدفا معه بالغارة، وقد علق على ذلك بقول «ليس لنا نصيب.. كنّا قبلها بأيام راجعين من السعودية بعد أن أدّينا فريضة الحج، وكان أملنا أن نلقى الله بعدها».
- عمل كل حياته ضد المحتل الإسرائيلي وأذاقه الأمرين في أكثر من معركة، لكن رغبته تقاطعت مع رغبة المحتل في النتيجة وإن اختلف المسعى، رغب المحتل في قتله ليحقق الله للعطار رغبته في الشهادة على يد عدوه.

## في الحرب على غزة 2014
في حرب العصف المأكول، إتهمته إسرائيل على لسان صحيفة يديعوت أحرنوت الإسرائيلية بأنه الشخص الوحيد الذي يمكن أن يعرف مصير الضابط الإسرائيلي المفقود هدار غولدن، وقالت: "إذا كان هناك شخص يعرف أين الضابط غولدن فسيكون العطار لأنه المسؤول عن جميع الأنشطة العسكرية لحماس في رفح"، حسب زعم التقارير الاستخبارية الإسرائيلية".
وأضافت: «على مر السنين أصبح العطار أحد أقوى رجال حماس فهو مسؤول منطقة رفح بأكملها والتي يوجد بها الأنفاق التي أمدت حماس بالمعدات والمواد اللازمة لبناء القوة العسكرية لحماس».

### اغتياله

من اليمين:أحمد الجعبري، ورائد العطار، ومحمد أبو شمالة

أثناء حرب عام 2014 على غزة استهدفت طائرات إسرائيلية بيتًا مكونًا من خمسة طوابق بتسعة صواريخ والبيت يعود لعائلة كلاب في حي تل السلطان برفح في ليلة 21 أغسطس 2014 واستشهد رائد العطار ومحمد أبو شمالة ومحمد برهوم وعدد آخر من المدنيين. وقد شيعت جنازتهم من مسجد العودة بقطاع غزة.